# (4863) Yasutani
(4863) Yasutani est un astéroïde de la ceinture principale.

## Description
(4863) Yasutani est un astéroïde de la ceinture principale. Il fut découvert le 13 novembre 1987 à Kushiro par Seiji Ueda et Hiroshi Kaneda. Il présente une orbite caractérisée par un demi-grand axe de 2,85 UA, une excentricité de 0,02 et une inclinaison de 2,2° par rapport à l'écliptique.

## Compléments